# Eois planifimbria
Eois planifimbria är en fjärilsart som beskrevs av Louis Beethoven Prout 1922. Eois planifimbria ingår i släktet Eois och familjen mätare. Inga underarter finns listade i Catalogue of Life.